# Guo Pu
Guo Pu (xinès tradicional: 郭璞, xinès simplificat: 郭璞, pinyin: Guō Pú; romanització Wade-Giles: Kuo P'u, 276-324 EC), nom estilitzat Jingchun (景纯), nascut a Yuncheng (Shanxi), va ser un escriptor xinès.

## Biografia
Guo Pu era el fill ben educat d'un governador. Va ser un historiador natural i un prolífic escriptor de la Dinastia Jìn. Ell va escriure El Llibre de l'Enterrament, una font d'inicis de la doctrina fengshui. Va fer anotacions en molts dels treballs antics pre-Qin, tals com el:
- Erya
- Shan Hai Jing (山海經)
- Relat del Rei Mu de Zhou (穆天子傳, Mùtiānzǐ Zhuàn)
- Registres de Dins del Recòndit (玄中記, Xuánzhōng Jì)

Tenia fama de ser entès en les arts de l'endevinació. A través de la seva biografia la seva figura és enfosquida per les moltes llegendes sobre ell, se sap que va servir a Jianye, l'actual Nanjing.
Quan va profetitzar sobre la derrota d'un rebel, ell va acabar ajusticiat per eixe mateix home.

## Anotacions
1. ↑  Zhang, Juwen. Una traducció a l'anglès de l'antic 'El Llibre de l'Enterrament (Zang Shu)' de Guo Pu (276-324). Consultat l'11 de juliol del 2007